# NGC 906
NGC 906 је спирална галаксија у сазвежђу Андромеда која се налази на NGC листи објеката дубоког неба.
Деклинација објекта је + 42° 5' 25" а ректасцензија 2h 25m 16,2s. Привидна величина (магнитуда) објекта NGC 906 износи 13,0 а фотографска магнитуда 13,8. NGC 906 је још познат и под ознакама UGC 1868, MCG 7-6-12, CGCG 539-14, IRAS 02221+4152, PGC 9188.